# Русско-туземные школы
Ру́сско-тузе́мные шко́лы — школы начального образования, открытые русской администрацией Туркестанского края для обучения детей местного населения нерусских национальностей в XIX веке.
Также существовали русско-туземные школы, с вечерними курсами при них для взрослых.

## История
Эти школы являлись первыми школами европейского типа, в которых получали светское образование представители местного населения в Туркестане. Целью этих школ являлось обучение детей местного населения русскому языку и приобщение к ценностям европейской и русской культуры, имея в виду подготовку из них в последующем чиновников низового звена администрации края. Обучение русскому языку в этих школах начиналось с первого года обучения.
Первая русско-туземная школа была открыта в декабре 1884 года в Ташкенте. Позже их число было доведено да четырёх. Финансирование этих школ осуществлялось по смешанному принципу: частично за счёт средств администрации края, частично за счёт пожертвований.
В этой школе предусматривался четырёхлетний срок обучения. Имелись в некоторых случаях также и приготовительные классы. Возраст учащихся, обучавшихся в русско-туземной школе, был от 7 до 17 лет. В школе обучались мальчики и юноши. Позже были открыты двухклассные женские русско-туземные школы.
Учащиеся в этих школах делились по классам — русский и туземный. В школе работали русские преподаватели, как правило, это были выпускники Ташкентской учительской семинарии, которые преподавали в школе русский язык и арифметику, и учителя местной национальности, — как правило, мулла, который обучал местному языку, арабскому языку и письменности, и преподавал основы мусульманского вероучения.
Как правило, первые два часа занятия проводил русский преподаватель, который занимался чтением, письмом и просто беседовал с учащимися на русском языке, а вторые два часа велись занятия на местном языке.
В городах работали также вечерние русско-туземные школы, в которых могли обучаться (три раза в неделю) взрослые слушатели основам русского языка и письменности на русском языке.
Всего в Туркестанском крае насчитывалось в 1901 году — 45 таких школ, в 1905 году — 82, в 1912 году — 89 школ.